# Grangeinae
Grangeinae es una subtribu perteneciente a la subfamilia Asteroideae dentro de las asteráceas.

## Descripción
Las especies de esta subtribu son hierbas en el ciclo biológico anual ( Egletes ) o perenne. Las hojas pueden ser basales o caulinas, son láminas simples y completas o pinnadas; que están dispuestas de una manera alterna. Las inflorescencias están compuestas de  cabezas. Las cabezas pueden ser solitarias o unas pocas libremente dispuestas de manera corimbosa. Las cabezas de las flores constan de un pedúnculo que soporta una carcasa compuesta de diferentes escalas dispuestas en varias series que sirven como protección para el receptáculo en forma de cono, con o sin escamas, en la que se encuentran dos tipos de flores: las flores externas liguladas (hasta 200 en Egletes ) dispuestas en 2-4 series  con los lóbulos de la corola ausentes o apenas sobresalientese, y las flores centrales tubulares (hasta 300 en Egletes ) que son hermafroditas con corolas con 4 lóbulos.  Las frutas son aquenios comprimidos con dos nervaduras laterales y el vilano ausente o compuesto de pocos cerdas.

## Distribución
El hábitat es variado y depende del clima en que se encuentra la especie en cuestión (tropical o subtropical).

## Géneros
La subtribu comprende 16 géneros con unas 70 especies.
- Akeassia  J. P. Lebrun & Stork, 1993  (1 sp. = Akeassia grangeoides J. P. Lebrun & Stork)
- Ceruana Forssk., 1775  (1 sp. = Ceruana pratensis Forssk.)
- Colobanthera Humbert, 1923  (1 sp. = Colobanthera waterlotii Humbert)
- Cyathocline Cass., 1829 (3 spp.)
- Dacryotrichia Wild, Garcia de Orta, 1973 (1 sp. = Dacryotrichia robinsonii Wild)
- Dichrocephala LHér. ex DC., 1833 (10 spp.)
- Egletes Cass., 1817 (ca. 8 spp.)
- Erodiophyllum F. Muell., 1875 (2 spp.)
- Grangea Adans., 1763 (10 spp.)
- Grangeopsis Humbert, 1923 (1 sp. = Grangeopsis perrieri Humbert)
- Grauanthus Fayed, 1979 (2 spp.)
- Gyrodoma Wild, 1974 (1 sp. = Gyrodoma hispida (Vatke) Wild)
- Heteromma Benth. in Benth. & Hook. f., 1873 (3 spp.)
- Mtonia Beentje, 1999 (1 sp. = Mtonia glandulifera Beentje)
- Nidorella Cass., 1826 (ca. 15 spp.)
- Plagiocheilus Arn. ex DC., 1838 (7 spp.)